# Erich Schönebeck
Erich Schönebeck (* 28. Dezember 1884 in Berlin; † 1982) war ein deutscher Pädagoge und Schriftsteller.

## Leben
Schönebeck studierte ab 1904 in Berlin Germanistik, Klassische Philologie und Philosophie. 1910 promovierte er mit der Arbeit Tieck und Solger zum Dr. phil. Seine pädagogische Laufbahn begann 1913 mit Stationen an verschiedenen Berliner Gymnasien, unterbrochen durch den Kriegsdienst während des Ersten Weltkriegs in den Jahren 1915/1916. Von 1917 bis 1923 wirkte er als Studienrat am Köllnischen Gymnasium in Berlin und von 1923 bis 1925 als Oberstudienrat bzw. Direktor des Staatlichen Reformrealgymnasiums in Holzminden. 1925 kehrte er nach Berlin zurück, wo er als Oberstudiendirektor die Leitung des Andreas-Gymnasiums übernahm.
Schönebeck, der seit 1919 dem Bund Entschiedener Schulreformer angehörte, 1923 in die SPD eingetreten und auch Mitglied der Arbeitsgemeinschaft Sozialdemokratischer Lehrer war, schloss sich 1925 der Deutschen Friedensgesellschaft (DFG) an. Als Pädagoge engagierte er sich für moderne Prinzipien der Erziehung. 1931 wurde er zum Vorsitzenden der Prüfstelle für die Lehrbücher des Deutschen Unterrichts berufen. In der Berliner Ortsgruppe der DFG übte Schönebeck zeitweise das Amt des 1. Vorsitzenden aus. Einer größeren Öffentlichkeit wurde er bekannt, als er 1928 das Verhalten der SPD-Führung in der Panzerkreuzerfrage als Wahlbetrug brandmarkte und die Parteizeitung Vorwärts in diesem Zusammenhang als „Witzblatt“ bezeichnete. Sein Ausscheiden aus der DFG 1930 ist vermutlich der damaligen tiefen organisatorischen und politischen Krise der deutschen Friedensbewegung geschuldet.
Nach der Machtergreifung durch die Nationalsozialisten verlor Schönebeck im Mai 1933 seine Position als Schuldirektor sowie alle sonstigen Ämter und war seitdem auf die Erteilung von Privatunterricht angewiesen. 1944 erhielt er eine Anstellung als wissenschaftlicher Mitarbeiter an der Verlagsbuchhandlung Albrecht-Dürer-Haus Berlin. Nach Ende des Zweiten Weltkriegs kehrte er im Mai 1945 in das Amt als Leiter des Andreas-Gymnasiums zurück. 
Gerhard Holtz-Baumert, Schüler Schönebecks von 1945 bis 1946, schrieb über seinen Lehrer: 
„Schönebeck war von großem pädagogischem Eifer, von Verständnis und Anfeuerungswünschen erfüllt, er prügelte uns nicht vorwärts oder sah gelangweilt unserer mühsamen Lernbewegung zu, er wollte uns als wirkliche Partner mitnehmen ins große Land des Wissens. Schönebeck hörte, wenn auch seine Missbilligung nur mühsam beherrschend, unsere Meinung an, und diese war häufig genug ungebildet und grob, er stritt sich mit uns, leicht erregbar, aber um Gleichberechtigung der Mitteilungen und Anschauungen bemüht. Er führte als erster in Berlin, wohl ohne die Schulbehörde zu fragen, die Selbstverwaltung ein, ließ einen Scbülerrat wählen. (...) 
Wir, die überalterte, vom Krieg gezeichnete narbige Oberprima, waren seine Lieblingsklasse, hier konnte er diskutieren und Streitgespräche anfachen, konnte er seiner Theaterleidenschaft frönen. (...) 

Schönebecks Wissen seine Beredsamkeit bezwangen und begeisterten uns. Er unterrichtete uns nicht in den mühsam hergerichteten Klassen im ehemaligen Luftschutzkeller, sondern in seinem Dienstzimmer. Wir fläzten uns in das große durchgesessene Ledersofa, in die zerschlissenen Sessel. Schönebeck mitten unter uns." 
Als 1946 auch im Ostteil Berlins unter sowjetischen Druck aus KPD und Teilen der SPD die SED gebildet wurde, zählte Schönebeck zu den Sozialdemokraten, die ihrer Partei treu blieben. Seine Mitgliedschaft in der SPD beendete er 1948. Nach dem altersbedingten Eintritt in den Ruhestand Ende 1950 erteilte Schönebeck noch bis 1952 Unterricht am Grauen Kloster. Von 1948 an war er Lehrbeauftragter für Deutschmethodik an der Pädagogischen Fakultät der Humboldt-Universität, später für Mittel- und Althochdeutsch sowie Mittel- und Neulatein am Germanistischen Institut dieser Universität, eine Tätigkeit, die er bis in sein 87. Lebensjahr weiterführte.

## Literarisches Werk
Bereits als junger Mann hatte sich Schönebeck literarisch betätigt. Vorrangig waren seine oft essayistischen Arbeiten aber pädagogisch, philosophisch oder literaturwissenschaftlich ausgerichtet. Im Alter schrieb er auch Erzählungen, Novellen und Romane, die meist interessanten Phasen im Leben geistesgeschichtlich oder historisch bedeutsamer Personen, etwa Immanuel Kant, E.T.A. Hoffmann, Galileo Galilei oder Friedrich G. Klopstock, gewidmet waren. Erfolgreich war sein 1966 erschienener Roman Und auf Erden Tschingis-Chan, der mehrfach aufgelegt wurde. Der Roman über den grausamen Welteroberer Dschingis Khan endet mit einem – für die DDR-Literatur dieser Zeit ungewöhnlich deutlichen – Bekenntnis zum Pazifismus.

## Werke
- Johannes Hus. Ein Drama in fünf Akten. 1908.
- Strindberg als Erzieher. (=Entschiedene Schulreform Band 3), Verlag Ernst Oldenburg, Berlin 1922.
- Europas Totentanz (Rede), Holzminden 1924.
- Immanuel. Eine Erzählung um den jungen Kant. Lorch/Württ. und Stuttgart 1946.
- Der gefährliche Floh. Eine Novelle um E. T. A. Hoffmanns letzte Tage. Berlin 1953.
- Galileo Galilei. Berlin 1958.
- Und auf Erden Tschingis Chan. Leipzig 1966.
- Klopstock reist nach Zürich. Berlin 1969.